# Резня в Асбесте
«Резня в Асбесте» — пятый студийный альбом группы The Matrixx. Вышел 14 мая 2015 года.

## Об альбоме

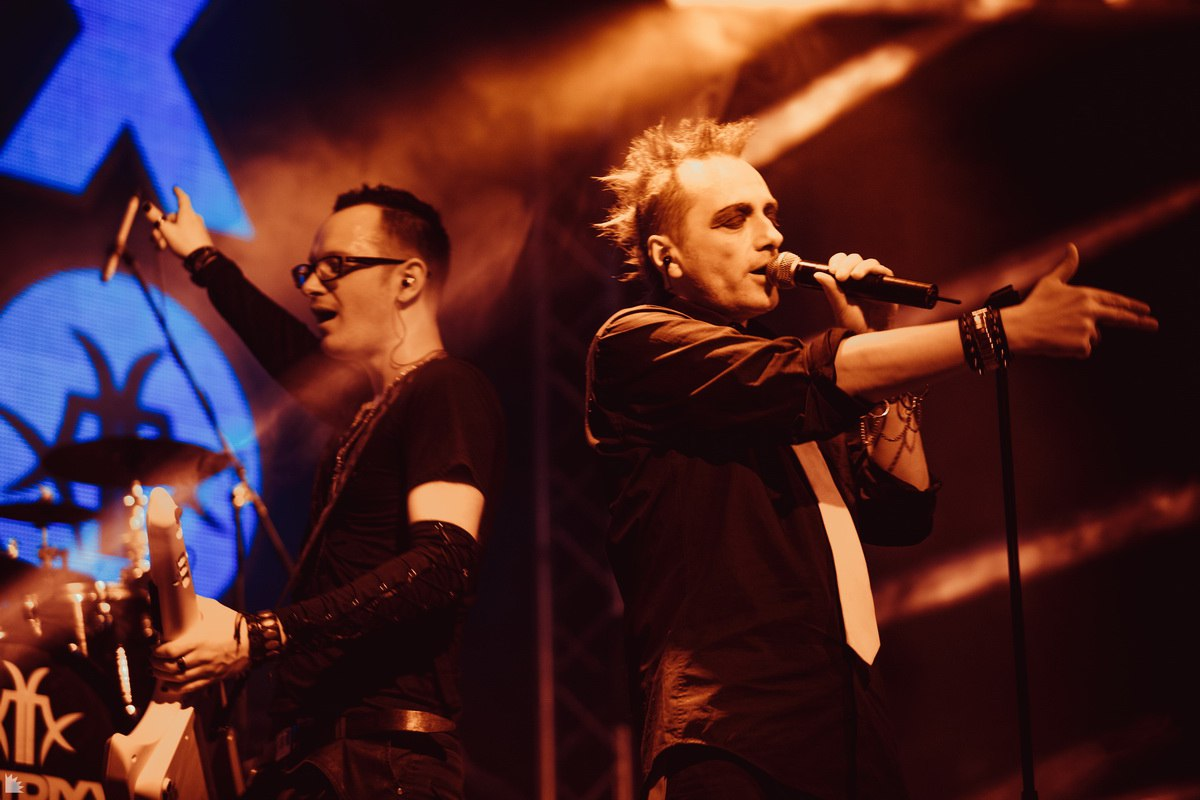
Глеб Самойлов и Константин Бекрев, 2015

14 мая 2015 года лейбл «Союз мьюзик» выпустил четвёртый альбом The Matrixx. В альбом вошло 17 песен, 6 инструментальных композиций и одно стихотворение. По словам Глеба Самойлова, для пластинки было написано более тридцати композиций, от десяти из них пришлось отказаться.

Концепция альбома «Жизнь. Любовь. Смерть. Война». — Глеб Самойлов, «Наше Радио»,10 декабря 2014 года
Жанр пластинки Глеб Самойлов определил как «готик-пост-панк-рок, с примесью дабстепа, драм-н-бейса, транса, брейка и диско».
В день выпуска альбома в Продюсерском центре Игоря Сандлера состоялась пресс-конференция, на которой музыканты группы ответили на вопросы об альбоме, гастролях и о себе.
Концертная презентация альбома «Резня в Асбесте» прошла 29 мая в клубе RED.

### Добрая песня
Одна из композиций альбома, «Добрая песня», была записана вместе с певицей Линдой. По словам Глеба Самойлова, идея совместной записи принадлежала Линде.
Премьера песни состоялась до выхода альбома «Резня в Асбесте». 18 сентября 2014 года она появилась на интернет-ресурсах The Matrixx и Линды. Позднее композиция была исполнена на презентации акустического альбома группы The Matrixx Light 16 октября 2014 года в Санкт-Петербурге в клубе «Зал ожидания» и 24 октября в московском «ГлавClub». 
9 декабря 2014 года, состоялся релиз альбома Линды «Лай, @!» (Deluxe version) в iTunes Store, в который вошел сингл «Добрая песня». А 31 декабря был представлен клип, снятый режиссером Дмитрием Звягиным. Как отмечалось на сайте Линды, «история клипа говорит о зеркальности личностей». В клипе можно увидеть «перерождение в настоящих Я - непредсказуемых и открытых».
В 2015 году «Добрая песня» параллельно входила в сет-лист как группы The Matrixx, так и Линды. 29 мая в клубе RED на концерте в честь Дня рождения The Matrixx песня была спета совместно.
Позднее композиция иногда звучала на концертах обоих коллективов, вместе музыканты исполнили ее в телепрограмме «Соль» 26 июня 2016 года на РЕН ТВ и на «Квартирнике НТВ у Маргулиса» 30 января 2019 года (эфир состоялся в ночь с 23 на 24 марта на канале НТВ).

## Список композиций
- Автор всех песен в альбоме — Глеб Самойлов.

Темно, страшно и трудно дышать
Никакой помощи, нечего ждать
Кто выиграл и проиграл Войну
Лежат и ждут в одном гробу
И ядовитые, отравлены цветы
Переплеталися над ними мы
| Трек | Название                                    | Длительность |
| ---- | ------------------------------------------- | ------------ |
| 1    | Добро пожаловать в Асбест (инструментал)    | 1:30         |
| 2    | Инцептионус                                 | 4:32         |
| 3    | Резня                                       | 2:58         |
| 4    | Добрая песня (совместно с Линдой)           | 3:26         |
| 5    | Улетел                                      | 3:45         |
| 6    | Стремное ожидание (инструментал)            | 1:55         |
| 7    | Добрый враг                                 | 3:05         |
| 8    | Кладбище                                    | 2:54         |
| 9    | Суть боли                                   | 5:08         |
| 10   | Твой дьявол                                 | 3:03         |
| 11   | Трабл (инструментал)                        | 1:38         |
| 12   | Очень смешно                                | 2:20         |
| 13   | Забери меня                                 | 4:53         |
| 14   | Свиньи на Луне                              | 3:13         |
| 15   | Дохлое мясо                                 | 5:57         |
| 16   | Страх и отвращение в Асбесте (инструментал) | 1:26         |
| 17   | Всё                                         | 3:03         |
| 18   | Танцуй                                      | 3:00         |
| 19   | Плачет сердце                               | 3:22         |
| 20   | Сумеречный город (инструментал)             | 2:12         |
| 21   | Что будет завтра                            | 4:46         |
| 22   | Темно (стихотворение)                       | 0:27         |
| 23   | Реквием по Асбесту (инструментал)           | 1:45         |
| 24   | Эвтаназия                                   | 3:42         |

## Состав
- Глеб Самойлов — вокал, гитара, бас-гитара, клавишные, автор песен;
- Валерий Аркадин — гитара, акустическая гитара соло;
- Константин Бекрев — клавишные, бас-гитара, бэк-вокал;
- Дмитрий «Snake» Хакимов — ударные, электронные барабаны, менеджмент.

### Приглашённые музыканты
- Линда — вокал в «Добрая песня»;
- Алексей Могилевский — саксофон в песне «Всё».

## Дополнительная информация
- Премьера концертной версии песни «Забери меня» состоялась 9 апреля 2019 года в Одессе[20].
- Песня «Танцуй», по словам Глеба Самойлова, была написана под влиянием новеллы Эрнста Гофмана «Песочный человек» и рассказа Александра Грина «Серый автомобиль», в сюжете которых присутствует ожившая механическая кукла[21].

## Критика
Журнал «Роллинг Стоун» писал, что альбом «выстроен как дешевый ужастик с комически зловещими инструментальными интермедиями», но «во всём этом много юмора, пусть и чёрного». Проект «Неформат» хвалил техническую мощь инструментальной части и композиторскую мысль в альбоме, упоминали критики и о «красивом, невероятном инструментале, подчеркивающем всю атмосферу», о том, что «несмотря на общее тягостное, местами депрессивное состояние, именно оно и даёт впечатления откровенности, жизненности и реалистичности», о «муторном ощущении меняющегося мира, где перемены — не всегда к лучшему, проскальзывающему невидимой нитью на протяжении всего альбома», и о том, что «именно „Резню“ смело можно считать одним из самых концептуальных, композиционно завершённых проектов». Денис Ступников  из Km.ru также говорит  о том, что пластинка кажется герметичной и самодостаточной, драматургия каждого цикла песен группы выстроена   скрупулезно, и «Резня» не стала исключением, альбом похож на саундтрек к несуществующему артхаусному фильму ужасов. Глеб Самойлов погружает слушателя в «изнурительное путешествие в полуразрушенный внутренний Асбест», город, который, по мнению критика, мог бы стать для лирического героя «надежным убежищем и последним пристанищем», а «становится синонимом „Города грехов“».